# James Morrison (évêque)
Pour les articles homonymes, voir James Morrison.
James Morrison, né le 9 juillet 1861 dans le comté de Queens à l'Île-du-Prince-Édouard et mort le 13 avril 1950 à Antigonish en Nouvelle-Écosse, était un prélat canadien de l'Église catholique. De 1912 jusqu'à son décès, il a été l'évêque du diocèse d'Antigonish. En 1944, il a reçu le titre personnel d'archevêque.

## Biographie
James Morrison est né le 9 juillet 1861 dans le village rural de Savage Harbour du comté de Queens à l'Île-du-Prince-Édouard. Le 1er novembre 1889, il a été ordonné prêtre pour le diocèse d'Antigonish en Nouvelle-Écosse en la chapelle du Collège pontifical urbanien de Propaganda Fide (en) à Rome en Italie par le patriarche Giulio Lenti (de).
Le 15 mai 1912, il a été nommé évêque du diocèse d'Antigonish. Le 4 septembre suivant, il a été consacré évêque en la cathédrale Saint-Ninian d'Antigonish avec Pellegrino Francesco Stagni (it), archevêque de L'Aquila, comme principal consécrateur et Edward Joseph McCarthy, archevêque de Halifax, et Timothy Casey, archevêque de Vancouver, comme principaux co-consécrateurs. Le 26 février 1944, il a reçu le titre personnel d'archevêque.
Il est mort le 13 avril 1950 à Antigonish à l'âge de 88 ans. Il est inhumé dans le cimetière Saint-Ninian d'Antigonish.